# نادي فرايبورغ
نادي فرايبورغ الرياضي (بالألمانية: Sport-Club Freiburg) نادي كرة قدم ألماني يلعب في دوري الدرجة الأولى ويقع مقره في مدينة فرايبورغ . يعدّ تولي فولكر فينكه تدريب الفريق من 1991 إلى 2007 الأطول في تاريخ كرة قدم الألمانية .